# Поградец
Погра́дец (алб. Pogradeci) — город и коммуна в центральной Албании. Поградец расположен в округе Корча.

## Название
Современное название города имеет славянское происхождение: По (Под) и Градец (Город). Город был известен как Истарова (тур. İstarova) или Истарье (тур. İstarye) во времена Османской Империи.

## История
Самые ранние следы человека на территории Поградца относятся к раннему неолиту, в 8600 году до нашей эры, когда на берегу озера в восточной части современного города образовалось небольшое поселение.
Южные славяне начали прибывать в эта территория с VI века нашей эры. К началу VII века он был населён славянским племенем, известным как Верзиты. С VIII по XIV век территория Поградца была захватывалась разными средневековыми государствами, такими как Первое Болгарское царство, Византийская Империя и Сербо-греческое царство, а также дворянскими албанскими семьями, такими как Гропа и Бальса. В середине XV века этот район стал частью государства Скандербега, а после его смерти в 1468 году он был захвачен Османской Империей, которые удерживали его до обретения Албанией независимости в 1912 году. Во время оккупации Османской Империи Поградец был центром казы Старова и был небольшим городом ремесленников и рыбаков. Когда османский путешественник Эвлия Челеби посетил этот район в 1662 году, он писал: «Поградец был милым городом с красными крышами, четырьмя кварталами, четырьмя мечетями, двумя начальными школами, шестьюстами домами и ста пятьюдесятью магазинами».
Во второй половине XIX века и в начале XX века Поградец играл важную роль в албанском национальном возрождении.

Во время Первой мировой войны Поградец стал полем боя, разделенным между вражескими фронтами. С 1914 по 1920 год австро-венгерские, сербские, греческие, болгарские и французские армии захватывали город, время от времени сменяя друг друга.

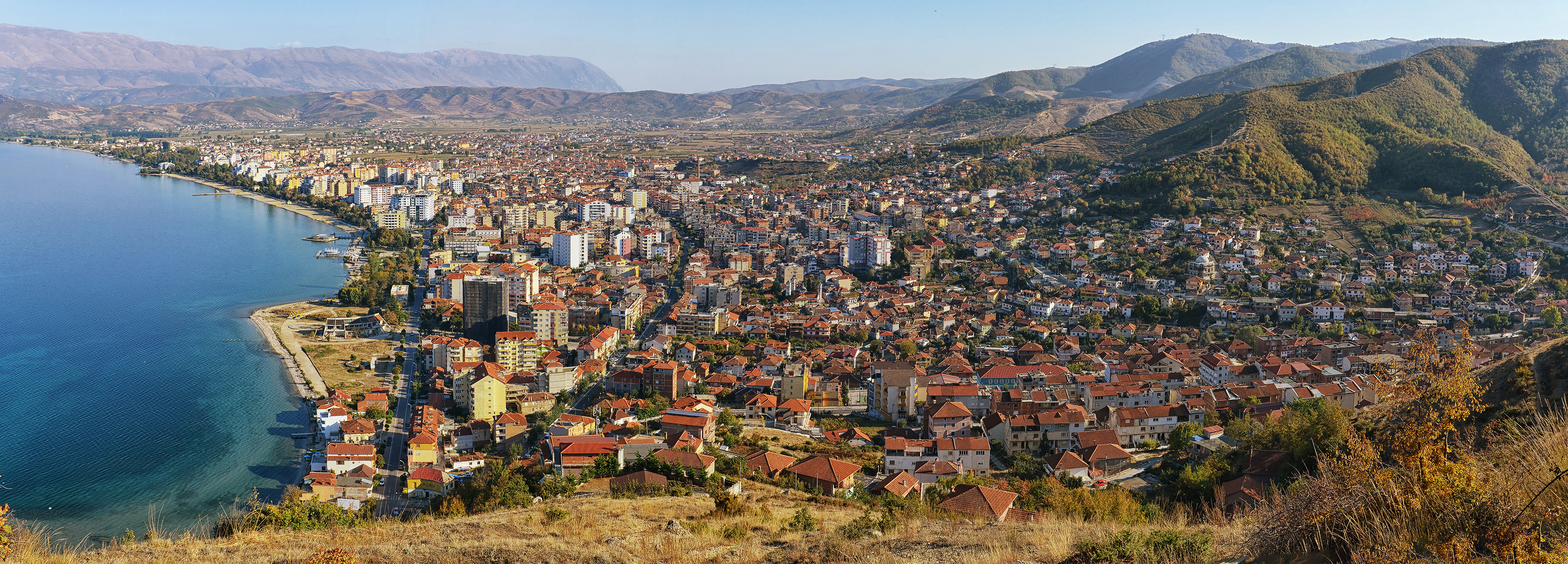
Панорама города

## География
Общая площадь коммуны Поградца составляет 703.37 км². Город расположен на юго-западном берегу Охридского озера у подножия гор Мокра и принадлежит к одноимённой историко-географической области Мокра. Город окружен холмами с южной и западной сторон. Охридское озеро находится в Восточной и северной части города. Через город проходит автомагистраль, связывающая Тирану, Эльбасан и Корчу.

### Климат
Климат Охридского озера классифицируется как локально-континентальный тип из-за микроклимата, который создается в этой области под влиянием средиземноморского климата. Среднегодовое количество осадков в бассейне озера составляет около 730 мм.

## Население
Население Поградца в 2011 году составляло около 36 000 жителей, около половины — албанцы-христиане, другая половина — албанцы-мусульмане.

## Искусство и культура

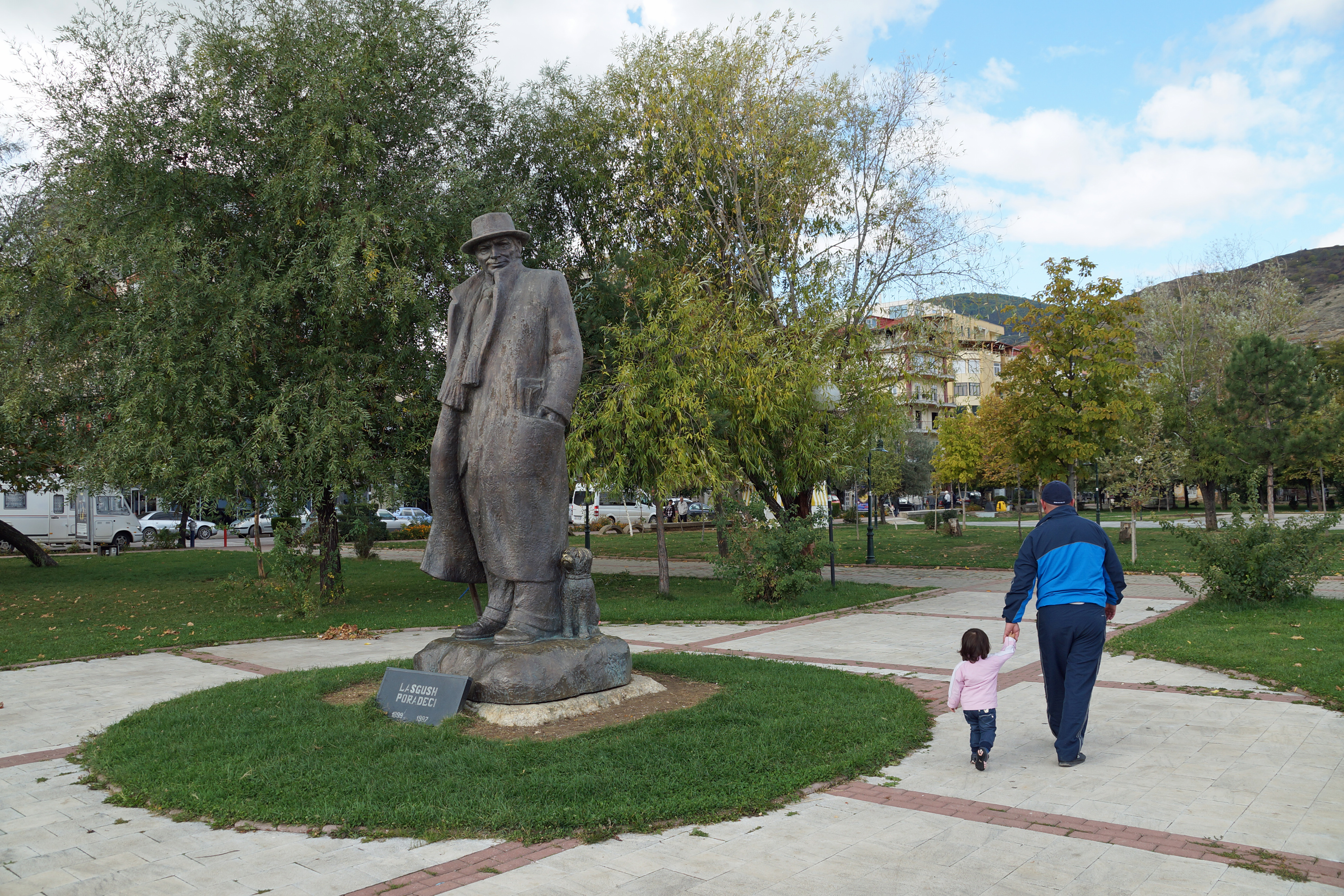
Статуя Лагушу Порадеци в Поградце

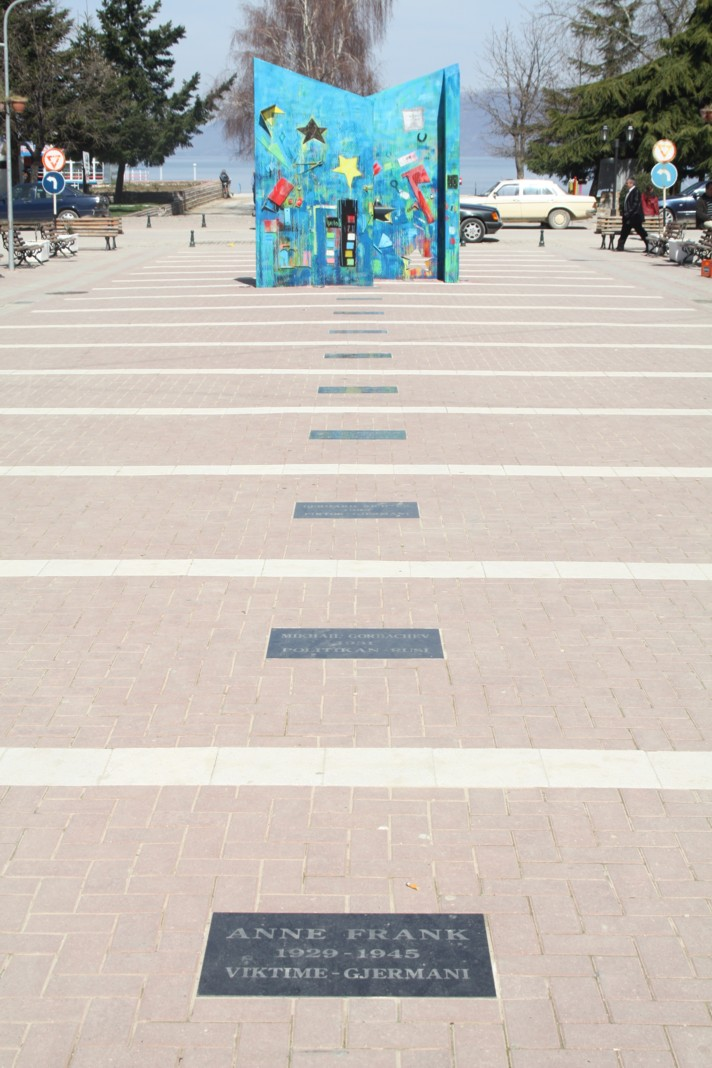
Главная улица города

Поградец хорошо известен своими знаменитыми писателями и поэтами, такими как Ласгуш Порадеци, Митруш Кутели и Луан Старова. Их произведения являются важной частью албанской литературы.
Главными героями цикла романов Луана Старова «Балканская Сага» являются его собственные родители автора и вся их семья, которые бежали из Поградца на территорию современной Северной Македонии во время Второй мировой войны.
Поградец также является домом национальных художников, таких как Анастас Костандини, Гьердьи Лако, Гентиан Зека, Вангьё Васили и Илир Дьима.
Поградец также имеет богатый фольклор. Многие песни и танцы создавались на протяжении веков. Их темы основаны в основном на красоте озера и любви к природе.
Некоторые из основных повторяющихся культурных событий в городе являются:
- «Фестиваль кукольного театра» — проходит каждый июнь. Участники варьируются от национального до европейского уровня.
- «День озера» — проходит 21 июня. Все города, окружающие Охридское озеро (Поградец, Охрид и Струга), проводят данный фестиваль, где демонстрируются местные деликатесы, включая еду и культуру.
- «Балканский кинофестиваль еды» — проходит в сентябре. Балканские художественные фильмы, документальные фильмы и кулинарные шедевры демонстрируются на протяжении всего фестиваля.
- «Винный Фестиваль» — проходит в декабре. Семьи Поградец соревнуются вместе за лучшее домашнее вино в городе. Дни фестиваля сопровождаются отличной едой и живой музыкой.

## Достопримечательности

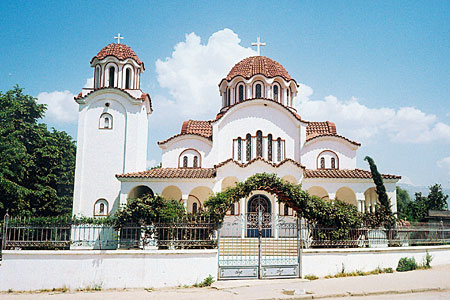
Православная церковь в Поградце

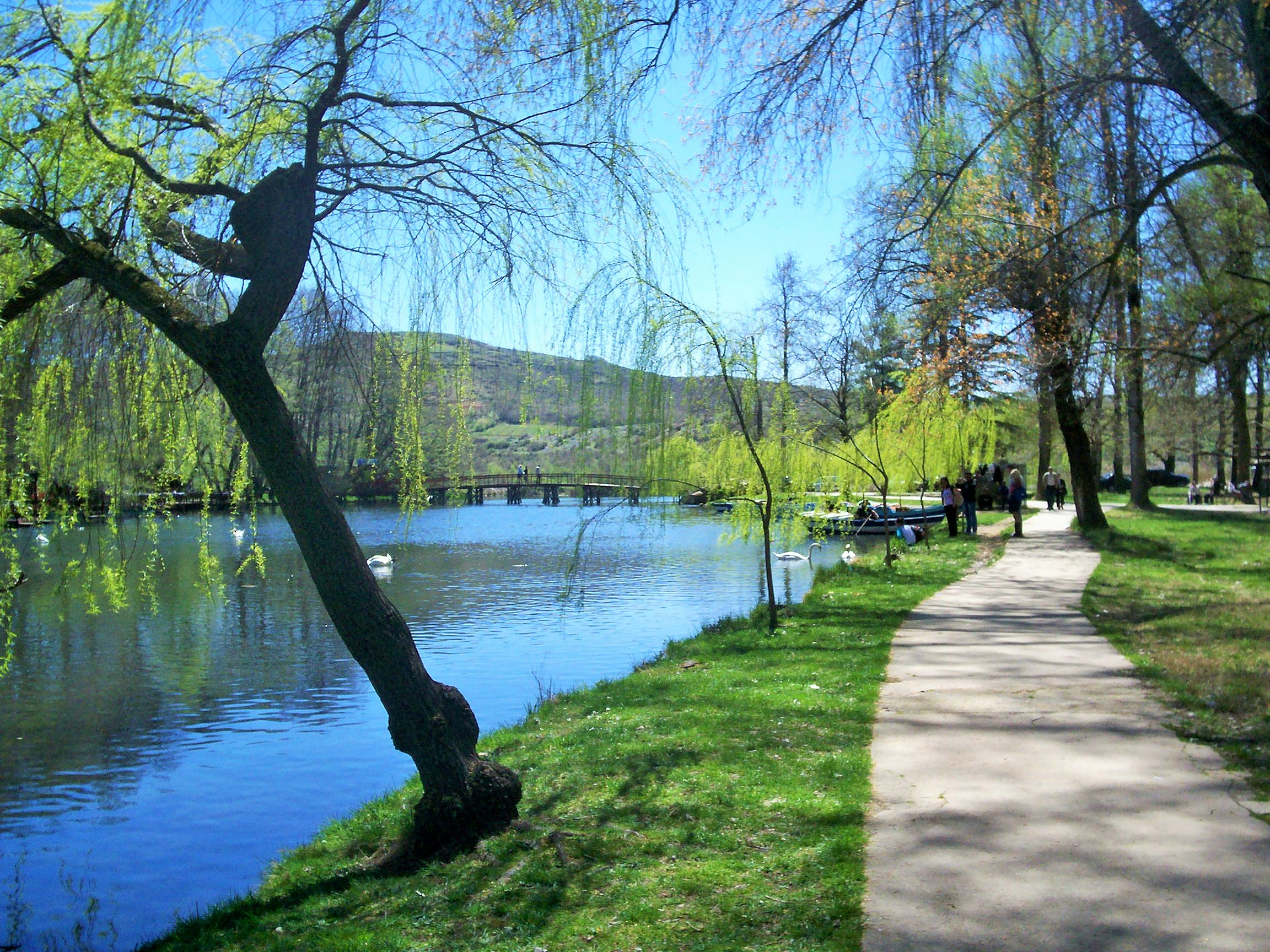
Парк Дрилон в Поградце

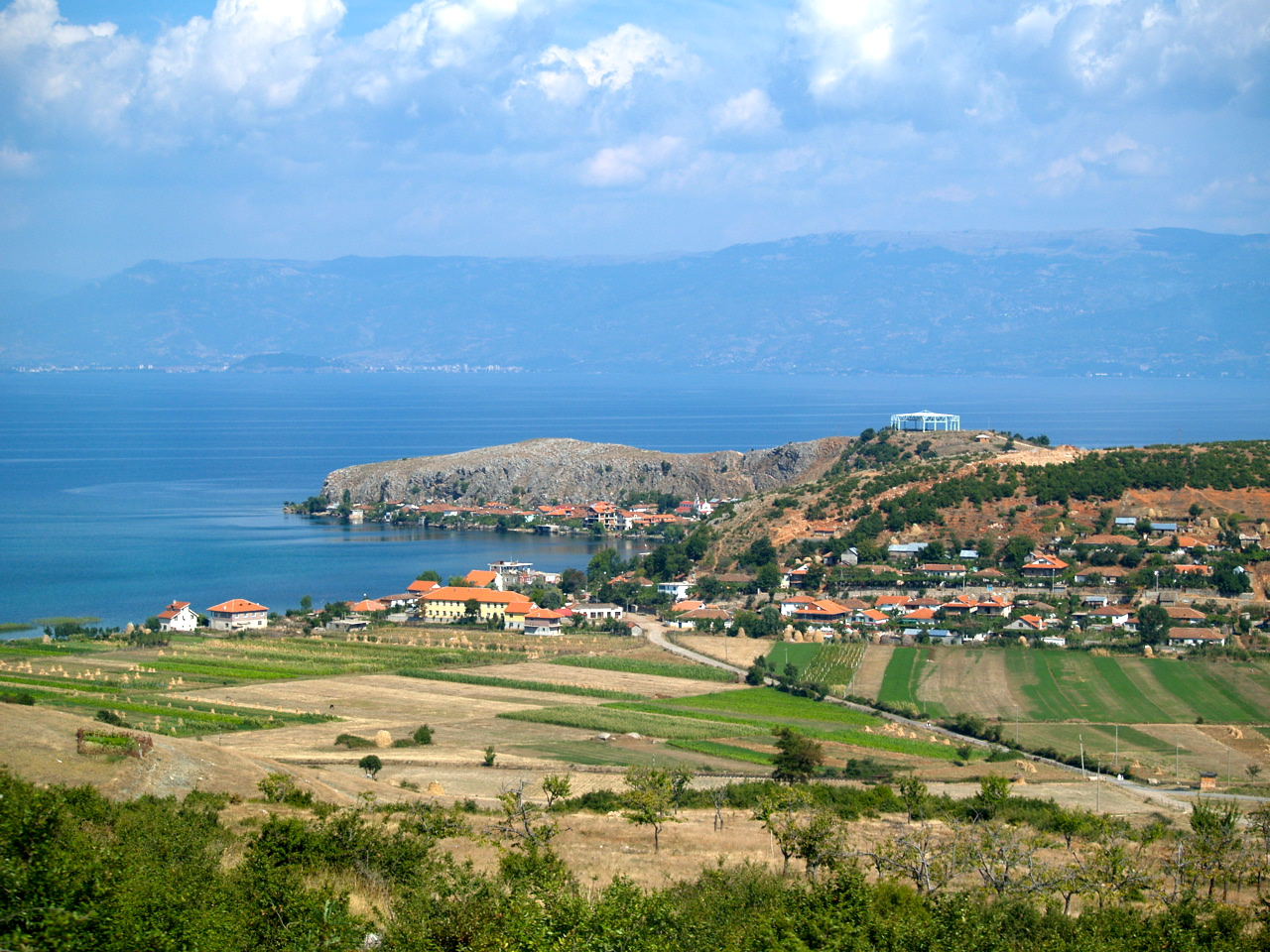
Деревня Лин

Поградец и его окрестности очень богаты культурными и природными достопримечательностями, среди которых можно отметить:
- Поградский Замок
- Православная церковь в Поградце
- Исторический центр XIX и XX века города Поградец
- Замок деревни Блаца
- Замок деревни Земча
- Царские иллирийские гробницы в деревне Селца э Поштме, кандидаты на включение в Список Всемирного наследия ЮНЕСКО, в настоящее время находятся в предварительном списке.
- Укрепления в деревне Слабинья
- Доисторическое поселение Заградье в деревне Лин
- Мост возле деревень Йола и Ленга
- Мост возле деревни Голик
- Мост возле деревни Нича
- Мост возле деревни Чезма
- Мост в деревне Згала
- Мост в деревне Серватина
- Мост в деревне Проптишт
- Укрепление в деревне Шпела в Мокра
- Монастырь святой Марины в деревне Ленга
- Палео-христианская церковь в деревне Лин
- Византийская церковь в деревне Лин
- Мозаика в селе Лин
- Мозаика в деревне Тушемишта
- Карстовая пещера и небольшое озеро внутри неё над деревней Уденишт
- Парк Дрилон в Поградце

## Спорт
Поградец имеет профессиональную футбольную команду, которая носит имя Поградеци (алб. Pogradeci). Есть несколько университетских футбольных команд, в основном состоящих из студентов.
Летом пляжный волейбол привлекает внимание всех жителей города и за его пределами. Многие профессиональные волейбольные команды из Албании и других балканских стран участвовали в Поградском чемпионате, который длился около двух недель.
Среди других видов спорта можно упомянуть плавание и бокс. Боксерская команда «Драгои» является одной из лучших команд в стране и всегда готовила чемпионов.

## Галерея

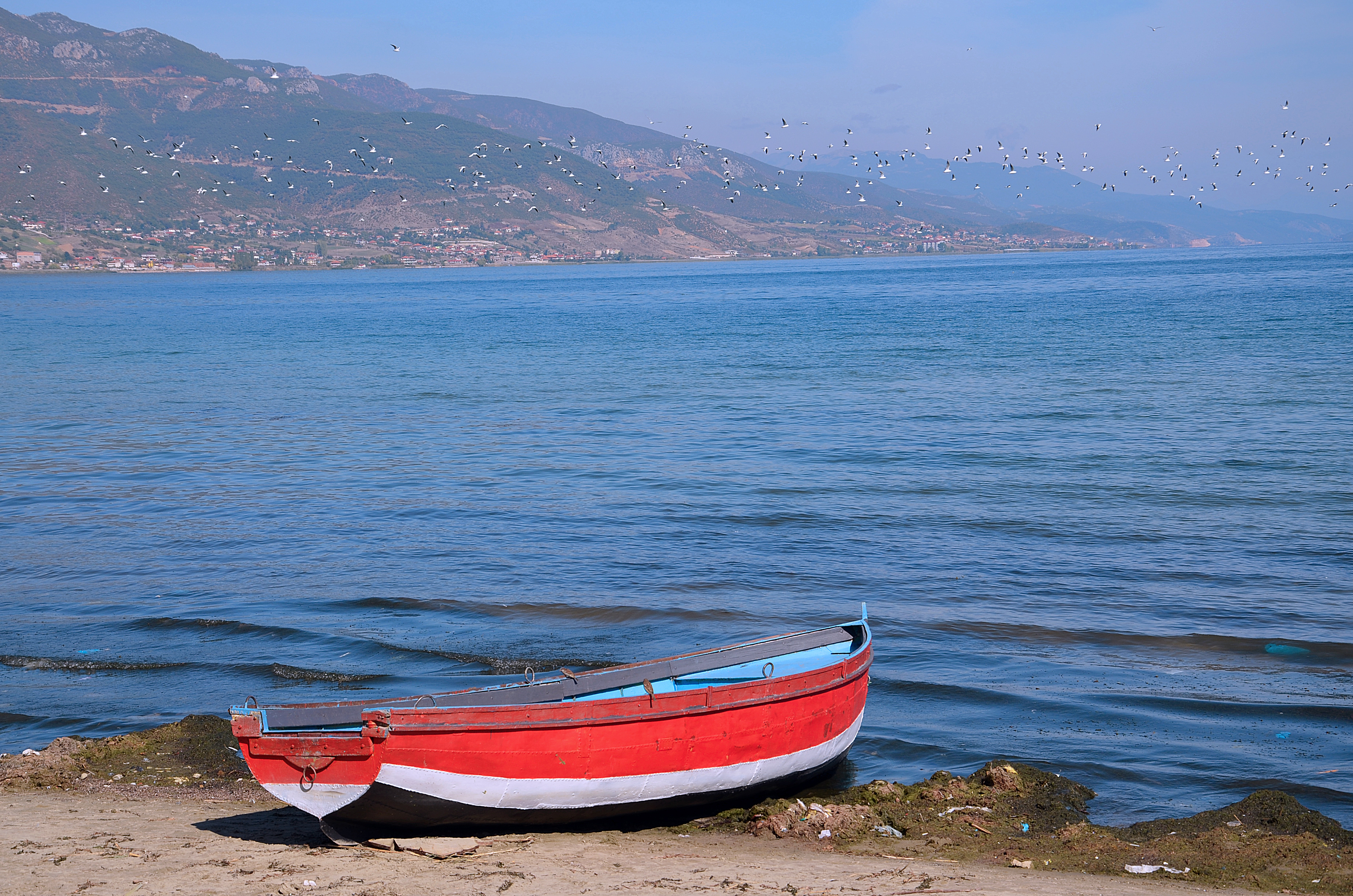
Берег Охридского озера в Поградце, на заднем плане — деревня Мокра
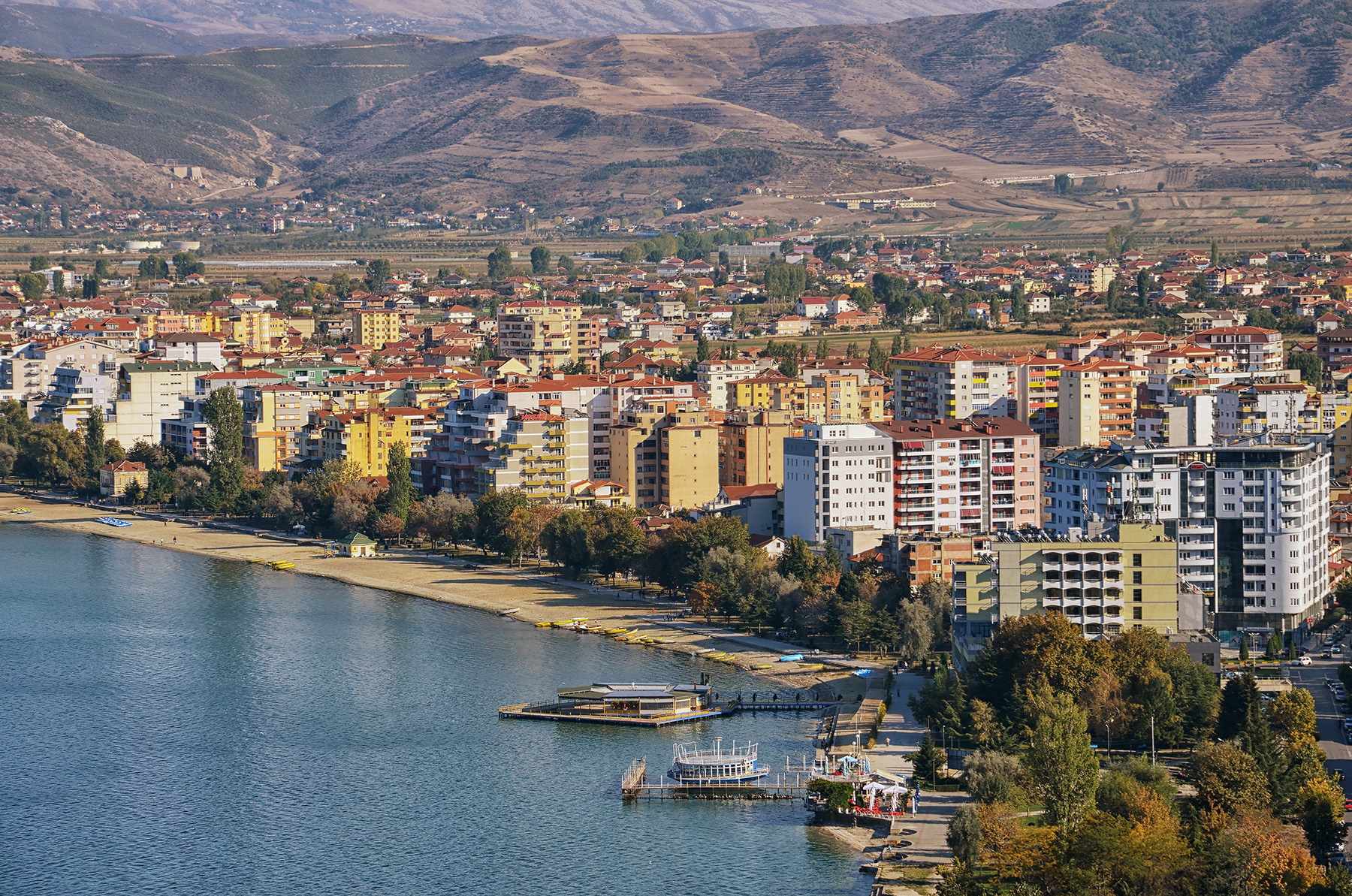
Вид на город с высоты
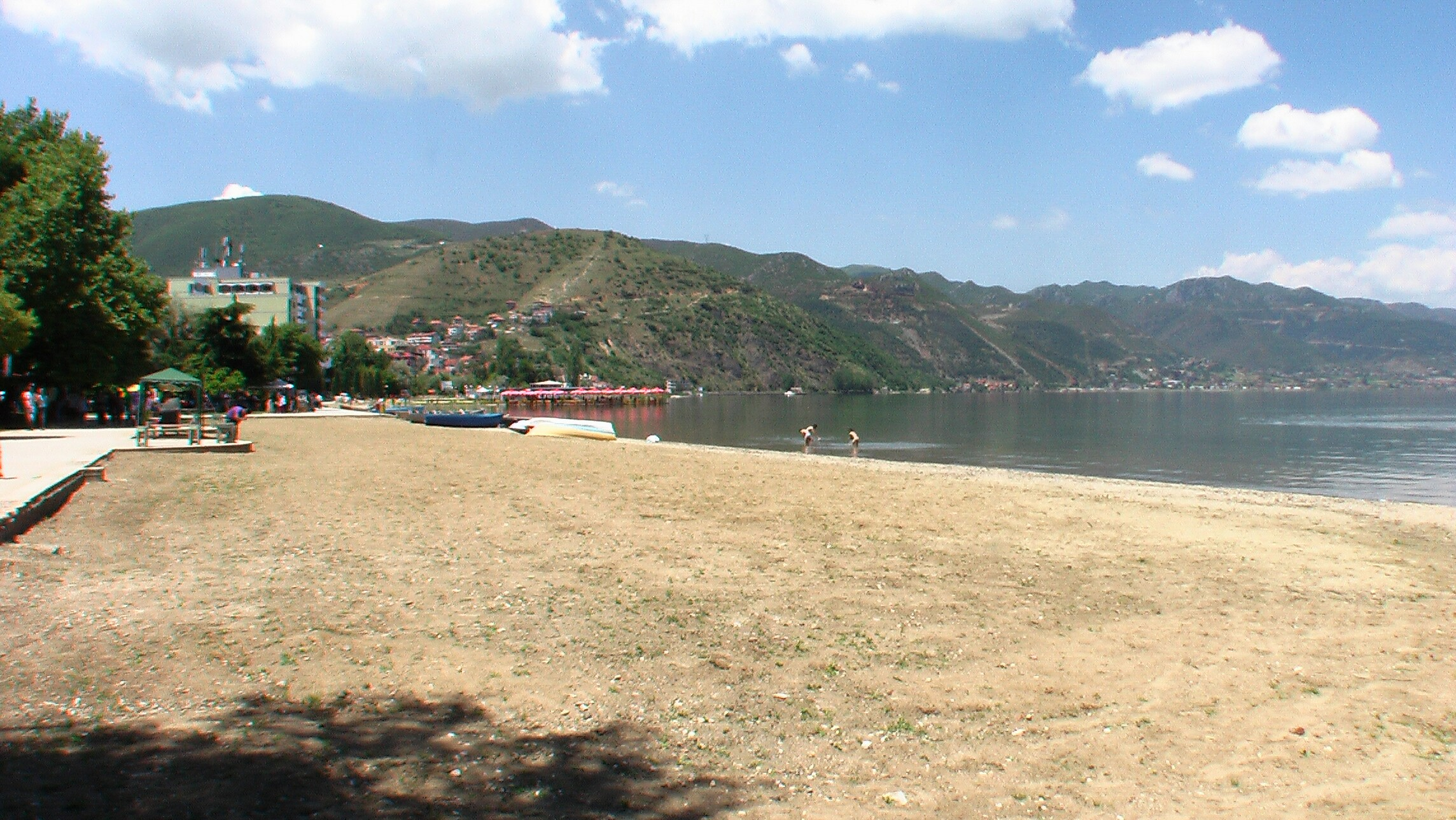
Пляж Поградца
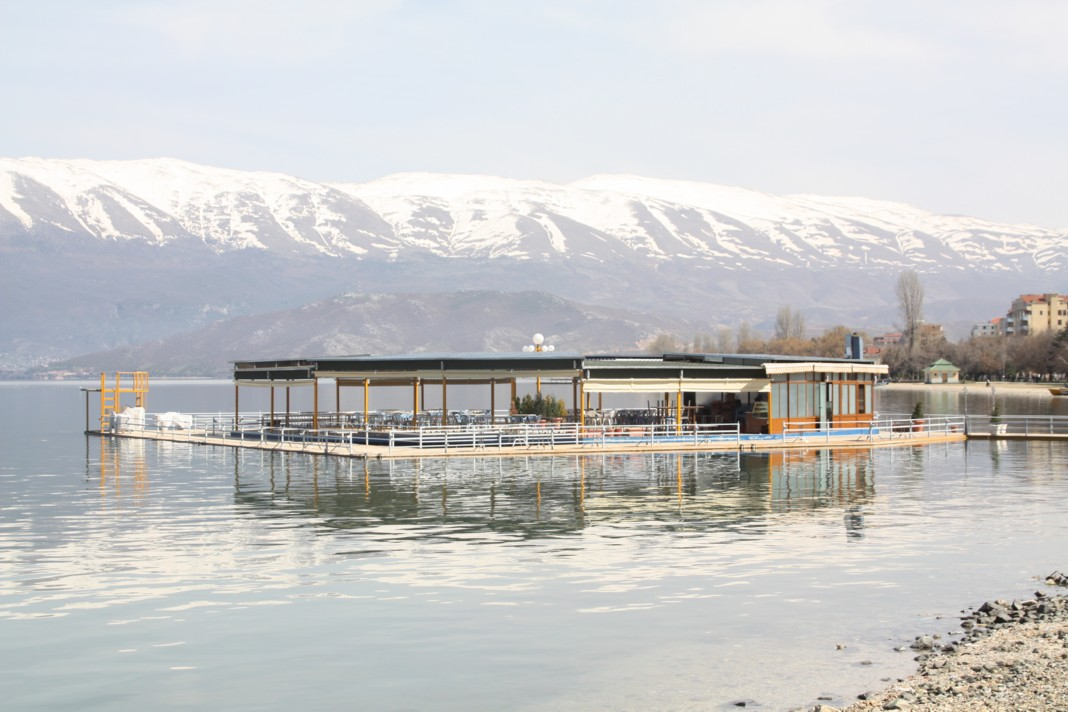
Берег Охридского озера в Поградце
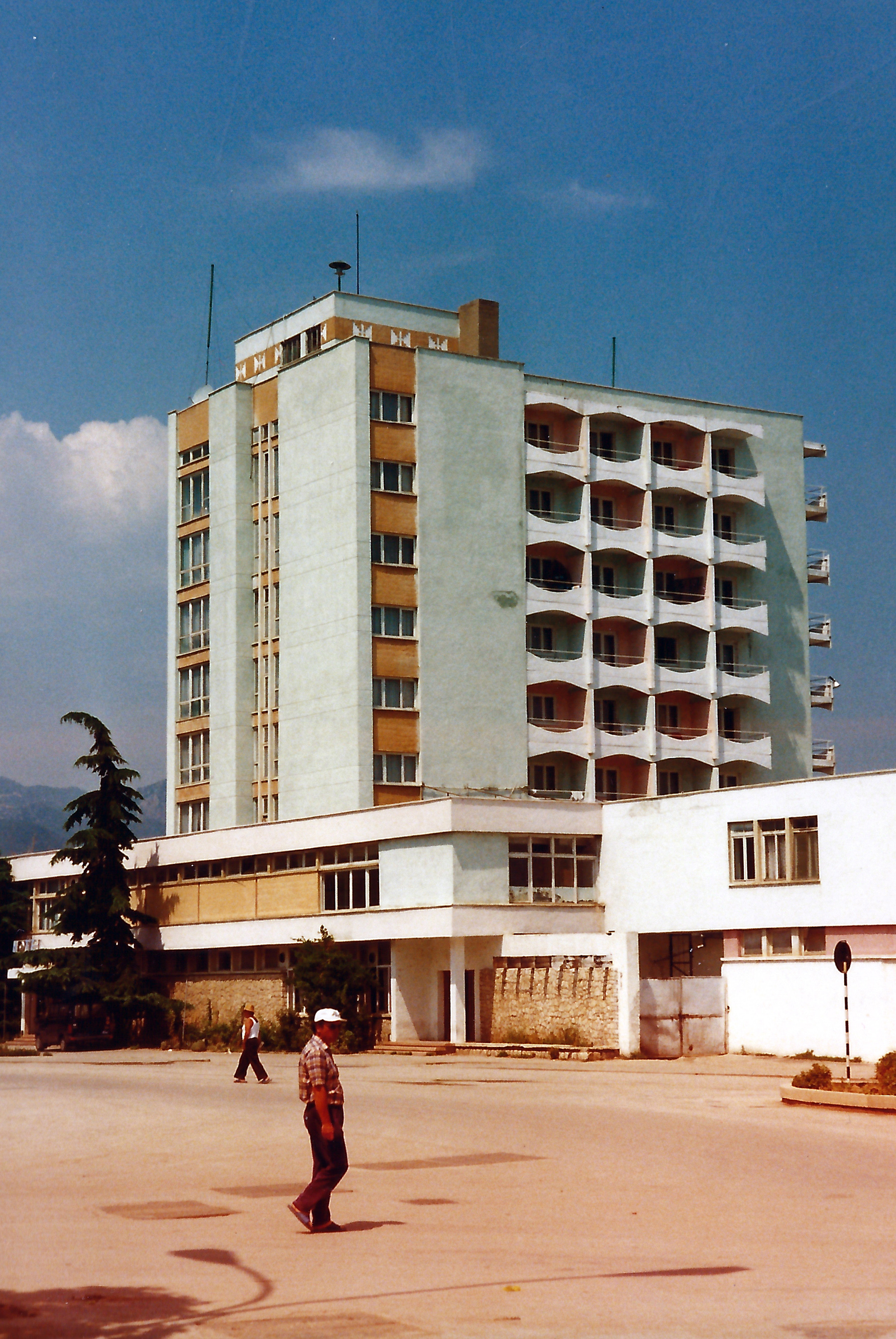
Отель в Поградце, построенный в 1995 году